# Liste des membres de la Société des Amis des Noirs
La Société des Amis des Noirs regroupe des révolutionnaires précurseurs par leur combat abolitionniste. 
À la suite de sa dissolution, des rescapés forment la Société des amis des Noirs et des colonies en 1796.

## Membres de la Société des Amis des Noirs
En 1789, la Société des Amis des Noirs compte 141 membres. Contrairement à ce qui a été parfois écrit, n'en étaient pas membres l'abbé Guillaume Raynal, Louis-Sebastien Mercier, Dupont de Nemours, Maximilien Robespierre, Olympe de Gouges. Par ailleurs, exception faite de l'abbé Gregoire, aucun des intervenants abolitionnistes à la séance du 16 pluviôse an II-4 février 1794, à savoir Louis Dufay, René Levasseur, Jean-François Delacroix, Joseph Cambon, Georges Danton, Bourdon de l'Oise, n'y ont jamais appartenu.
1. Mirabeau
2. Condorcet
3. Sophie de Grouchy (épouse de Condorcet)
4. Marquis Emmanuel de Grouchy (frère de Sophie et beau-frère de Condorcet)
5. Henri Grégoire
6. Marquis La Fayette
7. Adrienne de La Fayette (épouse de Lafayette)
8. Sieyès
9. Louis Alexandre de La Rochefoucauld
10. Jérôme Pétion de Villeneuve
11. Louis Monneron
12. Claude Charles de Damas de Marillac, Claude Charles de Damas (être humain)., (1731-1800), militaire et administrateur colonial, gouverneur de la Martinique en 1783 puis gouverneur-général des Iles-du-Vent de l’Amérique, jusqu’en 1791.
13. Jacques Pierre Brissot, Jacques Pierre Brissot (être humain)., dit Brissot de Warville (1754-1793), membre fondateur, Il signe l'Adresse aux amis de l’humanité du 4 juin 1790 à titre de secrétaire. Il sera guillotiné à Paris le 31 octobre 1793.
14. Alexandre-Théodore-Victor, comte de Lameth, Alexandre de Lameth (être humain)., (1760-1829), militaire et homme politique.
15. Charles de Lameth
16. Théodore de Lameth
17. Étienne Clavière
18. Jean-Louis Carra
19. François Lanthenas
20. Dominique-Joseph Garat
21. Adrien Duport
22. Antoine Lavoisier
23. Boniface de Castellane
24. Carl Wadström
25. Mathieu de Montmorency
26. Comte de Lacépède
27. Prince Alexandre de Rohan-Chabot
28. Nicolas Bergasse (député constituant monarchien)
29. abbé Antoine de Cournand
30. Prince de Beauvau
31. Chevalier Stanislas de Boufflers
32. abbé François Noël
33. Benjamin-Sigismond Frossard
34. Joseph Servan
35. Emmanuel Pastoret
36. Jean Thomas Bonnemain
37. Louis-Gustave Doulcet de Pontécoulant

## Membres ayant quitté la Société des Amis des Noirs
1. Alexandre-Théodore-Victor, comte de Lameth rompt en 1790 et rejoint le club de l'hôtel de Massiac (club politique)., syndicat des planteurs, armateurs et négociants esclavagistes des colonies de l'Amérique.
2. Charles de Lameth
3. Théodore de Lameth
4. Adrien Duport

## Compagnons de la Société des Amis des Noirs
1. Léger-Félicité Sonthonax, (1763-1813). Il se prononce pour l’abolition immédiate de l’esclavage, dans deux articles du 25 septembre 1790 et du 4 juin 1791 des Révolutions de Paris[4]. Et confirme cette position par la promulgation de l'acte d’abolition de l'esclavage du 29 août 1793, avec abrogation[réf. nécessaire] du code Noir, dans la province du Nord de Saint-Domingue
2. Jean-Denis Lanjuinais, se prononce contre l'esclavage à l'assemblée constituante dès le 27 juin 1789 ; sera girondin à la Convention.
3. Claude Fauchet
4. Kersaint
5. Louise-Félicité de Kéralio
6. Jean Philippe Garran de Coulon
7. Pierre Vergniaud
8. Elie Guadet
9. Armand Gensonné
10. Jean-François Ducos
11. Jean-Baptiste Boyer-Fonfrède
12. Charles Barbaroux
13. Marc David Lasource

## Archives
- Slnd - Société des Amis des Noirs et des colonies, Liste des membres de la Société des amis des noirs, suivant l'ordre de leur réception, S. l. n. d. (œuvre littéraire), 1790.